# Климов, Василий Владимирович
Василий Владимирович Климов (1917—1979) — подполковник Советской Армии, участник Великой Отечественной войны, Герой Советского Союза (1946).

## Биография
Родился 9 мая 1917 года в селе Александровка (ныне — Мордовский район Тамбовской области).
В 1930 году переехал в Москву, где окончил семь классов школы, после чего переехал в Ленинград и, окончив школу фабрично-заводского ученичества, работал формовщиком в литейном цеху одного из ленинградских заводов.
В 1936 году Климов был призван на службу в Рабоче-крестьянскую Красную Армию. В 1939 году он окончил Чкаловское военное авиационное училище лётчиков.
С апреля 1943 года — на фронтах Великой Отечественной войны в составе 274-го истребительного авиационного полка. Принимал участие в боях на Северо-Кавказском, Южном, 4-м Украинском, 3-м и 1-м Белорусском фронтах. Был сбит, но, несмотря на полученное тяжёлое ранение, сумел выпрыгнуть с парашютом.
К марту 1945 года майор Василий Климов был штурманом 15-го истребительного авиаполка (278-й истребительной авиадивизии, 16-й воздушной армии, 1-го Белорусского фронта). К тому времени он совершил 263 боевых вылета, принял участие в 65 воздушных боях, сбив 22 вражеских самолёта лично и ещё 2 — в составе группы.
Указом Президиума Верховного Совета СССР от 15 мая 1945 года за «отвагу и мужество, проявленные в воздушных боях» майор Василий Климов был удостоен высокого звания Героя Советского Союза с вручением ордена Ленина и медали «Золотая Звезда».
Всего же за время своего участия в войне Климов совершил более 300 боевых вылетов, принял участие в 89 воздушных боях, сбив 19 вражеских самолётов лично и ещё 2 — в составе группы.
В 1946 году уволен в запас. Вернулся в Чкалов (Оренбург), где окончил областную партшколу и работал помощником секретаря Чкаловского обкома ВКП(б). В 1950 году повторно призван в армию. В 1958 году в звании подполковника уволен в запас.
Проживал в Оренбурге. С 1963 года был директором первой в СССР школы юных космонавтов, действовавшей при Оренбургском высшем военном авиационном училище лётчиков.
Умер 18 апреля 1979 года, похоронен на Старом кладбище Оренбурга по улице Монтажников.

## Награды
Был также награждён тремя орденами Красного Знамени, орденами Александра Невского, Отечественной войны 1-й степени, Красной Звезды, рядом медалей.